# Byšta
Byšta (ungarisch Biste) ist eine Gemeinde im Osten der Slowakei mit 138 Einwohnern (Stand 31. Dezember 2024), die zum Okres Trebišov, einem Kreis des Košický kraj, gehört. Sie ist Teil der traditionellen Landschaft Zemplín.

## Geographie
Die Gemeinde befindet sich am südöstlichen Hang des Gebirges Slanské vrchy am kleinen Bach Byšta im Einzugsgebiet der Roňava und weiter des Bodrog. Das Ortszentrum liegt auf einer Höhe von 114 m n.m. und ist 25 Kilometer von Trebišov entfernt.
Beim Ort erstreckt sich das Erholungsgebiet Byšta-kúpele, der Kurort selbst ist allerdings außer Betrieb.
Nachbargemeinden sind Brezina im Norden, Kazimír im Osten, Felsőregmec (H) im Südosten, Vilyvitány (H) im Süden, Füzérkajata (H) im Westen sowie Pusztafalu (H) und Slanská Huta im Nordwesten.

## Geschichte
Byšta wurde zum ersten Mal 1270 als Bysta schriftlich erwähnt, weitere historische Bezeichnungen sind unter anderem Byzthe (1389), Bisthe (1427) und Byssta (1773). Zur Zeit der Ersterwähnung lag das Dorf in der Herrschaft der Burg Füzér. Im 14. und 15. Jahrhundert war es Besitz des Geschlechts Perényi, in den 19. und 20. Jahrhunderten besaß die Familie Károlyi Ortsgüter. 1828 zählte man 78 Häuser und 560 Einwohner, die als Landwirte, Waldarbeiter und Weber beschäftigt waren. Die Einwohner nahmen am Ostslowakischen Bauernaufstand von 1831 teil. Von 1890 bis 1910 wanderte viele Einwohner aus.
Bis 1918/1919 gehörte der im Komitat Semplin liegende Ort zum Königreich Ungarn und kam danach zur Tschechoslowakei beziehungsweise heutigen Slowakei. In der Zeit der ersten tschechoslowakischen Republik waren die Einwohner als Landwirte beschäftigt. Auf Grund des Ersten Wiener Schiedsspruchs war der Ort von 1938 bis 1944 noch einmal Teil Ungarns.

## Bevölkerung
| Jahr                | 1994 | 2004     | 2014    | 2024 |
| ------------------- | ---- | -------- | ------- | ---- |
| Anzahl der Personen | 184  | 157      | 150     | 138  |
| Unterschied         |      | −14,67 % | −4,45 % | −8 % |

| Jahr                | 2023 | 2024    |
| ------------------- | ---- | ------- |
| Anzahl der Personen | 139  | 138     |
| Unterschied         |      | −0,71 % |

Nach der Volkszählung 2011 wohnten in Byšta 162 Einwohner, davon 159 Slowaken und zwei Magyaren. Ein Einwohner machte keine Angabe zur Ethnie.
53 Einwohner bekannten sich zur orthodoxen Kirche, 39 Einwohner zur römisch-katholischen Kirche, 26 Einwohner zur reformierten Kirche, 22 Einwohner zur griechisch-katholischen Kirche, sieben Einwohner zu den Zeugen Jehovas, zwei Einwohner zur apostolischen Kirche sowie jeweils ein Einwohner zur altkatholischen Kirche und zur Evangelischen Kirche A. B. Fünf Einwohner bekannten sich zu einer anderen Konfession, drei Einwohner waren konfessionslos und bei drei Einwohnern wurde die Konfession nicht ermittelt.

## Bauwerke und Denkmäler
- griechisch-katholische Georgskirche aus dem späten 19. Jahrhundert[6]
- reformierte (calvinistische) Kirche im neoklassizistischen Stil aus dem späten 19. Jahrhundert[7]
- orthodoxe Georgskirche aus dem Jahr 1996

## Verkehr
In Byšta endet die Cesta III. triedy 3658 („Straße 3. Ordnung“) von Kazimír heraus, als Abzweig der Cesta III. triedy 3374 zwischen Slanské Nové Mesto und Luhyňa. Der nächste Bahnanschluss ist in Michaľany an der Bahnstrecke Čierna nad Tisou–Košice.